# Cherbezatina dilutipes
Cherbezatina dilutipes är en skalbaggsart som beskrevs av Dewailly 1950. Cherbezatina dilutipes ingår i släktet Cherbezatina och familjen Melolonthidae. Inga underarter finns listade i Catalogue of Life.